# 伊朗饮食

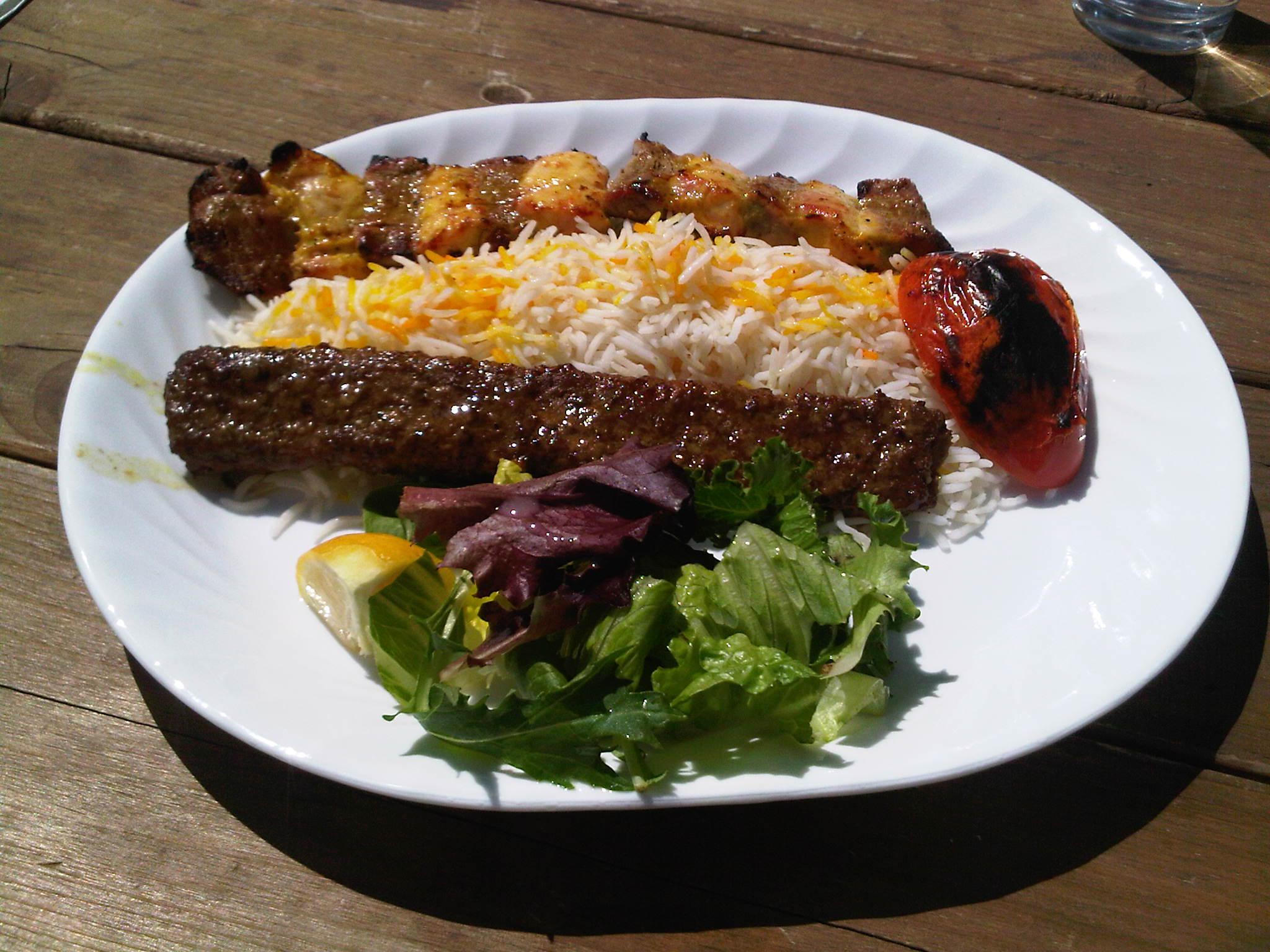
伊朗烤肉串巴赫蒂亞里

伊朗饮食，也叫波斯饮食，包括伊朗的食物、烹饪方法及饮食传统。
伊朗位於絲綢之路上，受高加索、希臘、土耳其、庫爾德、累凡特、中亞細亞、俄羅斯等文化的影響。並受伊斯蘭教的影響，佔人口絕大多數的穆斯林禁止食用《古蘭經》禁止的食物，例如豬肉和酒精飲料，但非穆斯林卻不在此限。
典型的一份伊朗主菜包括大米和肉（例如羊肉、鸡肉或牛肉）、蔬菜、坚果；常以具中東特色的香料入饌，如藏红花、肉桂、欧芹、洋蔥、干柠檬等，新鲜的香草亦很常见。伊朗亦盛產水果，有李子，石榴、榅桲、梅干、杏和葡萄干等。

## 主食

### 大米
对大米的使用可以追溯到16世纪的萨非王朝。大米作为主食流行于伊朗北部地区和富裕的人家，但是馕在其他地区仍然占支配地位。

### 馕
仅次于大米的是小麦制品。下列食物列表列出了几种伊朗饮食中常见的馕饼。
| 种类与描述                                                          | 种类与描述                                              | 种类与描述                                              |
| ------------------------------------------------------------------- | ------------------------------------------------------- | ------------------------------------------------------- |
| 拉瓦什: 很薄，圆形或椭圆形。 这是伊朗和高加索地区最常见的一种馕饼。 | 桑嘎克: 仅以盐调味的长方形或三角形饼，在石头上烤制。    | Taftun:很薄，松软的圆形发酵馕饼，比lavash薄。           |
| Tanur bread: 在炉子中烤制的发酵面包。                               | Qandi bread: 甜面包，有时做得像布莉欧，有时扁平而干硬。 | Barbari: 厚的椭圆形饼，也被称作Tabrizi，源于大不里士。  |
| 法式长棍面包: 狭长的法式长棍面包，一般在里面加香肠和蔬菜。          | Nan e gisu: 甜味油酥面包。                              | Komaj: 加了姜黄和莳萝籽的甜味椰枣面包，很像nan e gisu。 |

### 蔬菜水果
受益于伊朗农业的发展，伊朗人的餐桌上常常有水果，蔬菜也是常见的配菜。他们不仅食用成熟水果，而且把很多水果干加入主菜中。
伊朗菜经常使用南瓜，香菜，四季豆，蚕豆，西葫芦，各种瓜类，洋葱，蒜和胡萝卜。番茄和黄瓜通常作为配菜。茄子被称为“伊朗的馬鈴薯”，伊朗人很喜欢蔬菜沙拉，佐以橄榄油，柠檬汁，盐，辣椒和蒜。

## 典型食物与饮品

### 烤肉
在伊朗，烤肉与米饭或馕一起吃，伊朗烤肉飯更被认为是伊朗的国菜。

### 炖菜
霍列什是伊朗式的炖菜，通常搭配一盘白米饭食用。一份典型的霍列什包括香草、水果和肉块，以番茄酱，藏红花和石榴汁调味。其他不叫霍列什的炖菜比如dizi通常搭配馕食用。

### 汤与粥
伊朗有非常丰富的汤粥种类，比如大麦粥，香菜粥，蘑菇粥以及几种汤。